# Carlos Loizaga
Carlos Loizaga (Assunção, século XIX (19) — Assunção, 1850)  foi Ministro das Relações Exteriores do Paraguai de 12 de abril de 1871  à 11 de julho de 1871 , Ministro da Guerra e Marinha do Paraguai de 15 de agosto de 1869 à 31 de agosto de 1870 e um membro do Triunvirato Paraguaio, logo após a Guerra do Paraguai.